# 郑家河水库 (延安市)
郑家河水库是中国陕西省延安市黄陵县境内的一座水库，位于淤泥河上，建于1973年。水库正常库容为800万立方米，集雨面积为73平方千米，海拔为1027米。